# Fahd Dermech
Fahd Dermech ou Fahed Dermech, né le 26 novembre 1966 à Mahdia, est un footballeur tunisien qui a joué au poste d'attaquant avant de terminer sa carrière comme défenseur.

## Biographie
Dermech commence à jouer au football dans sa ville natale de Mahdia. À l'âge de 16 ans, il intègre l'Étoile sportive du Sahel, où il joue jusqu'en 1992, période durant laquelle il joue en Ligue I et en équipe nationale. En 1992, il rejoint le club du VfL Wolfsburg puis, après 19 matchs et un but, quitte la Basse-Saxe pour le club suisse du FC Monthey. Après un passage à l'Eintracht Brunswick, il intègre Hanovre 96 en 1995 puis le Tennis Borussia Berlin en 1997.
En 1999, il retourne à l'Eintracht Brunswick avant de réintégrer une deuxième fois Hanovre 96. Pris comme un joueur de réserve, il sert jusqu'à la fin de la saison en tant que défenseur. Après trente apparitions, son contrat, qui avait été prolongé automatiquement d'un an, est rompu. Dermech rentre alors en Tunisie et retrouve l'Étoile sportive du Sahel. En 2003, il joue gratuitement pour le TuS Celle FC, qui a alors évité de justesse la faillite et auquel Dermech apporte son aide pour prendre un nouveau départ. En 2004, il met un terme à sa carrière.
Au cours de sa carrière, il passe du poste d'attaquant (1992 à Wolfsburg) à celui de défenseur (2000 à Hanovre).
Il dispute sept matchs avec l'équipe nationale.

## Clubs
- 1982-1992 : Étoile sportive du Sahel (Tunisie)
- 1992-1993 : VfL Wolfsburg (Allemagne)
- 1993-1994 : Football Club Monthey (Suisse)
- 1994 : Eintracht Brunswick (Allemagne)
- 1994-1996 : TuS Celle FC (Allemagne)
- 1996-1997 : Hanovre 96 (Allemagne)
- 1997-1999 : Tennis Borussia Berlin (Allemagne)
- 1999-2000 : Eintracht Brunswick (Allemagne)
- 2000-2001 : Hanovre 96 (Allemagne)
- 2001-2004 : Étoile sportive du Sahel (Tunisie)

## Sources
- (de) Cet article est partiellement ou en totalité issu de l’article de Wikipédia en allemand intitulé « Fahed Dermech » (voir la liste des auteurs).